# Cian O'Connor
Cian O'Connor (Dublino, 12 novembre 1979) è un cavaliere irlandese.

## Palmarès

### Olimpiadi
- 1 medaglia:
  - 1 bronzo (Londra 2012 nel salto individuale)

### Europei
- 2 medaglie:
  - 1 oro (Göteborg 2017 nel salto a squadre)
  - 1 bronzo (Göteborg 2017 nel salto individuale)